# Tethya bergquistae
Tethya bergquistae är en svampdjursart som beskrevs av Hooper 1994. Tethya bergquistae ingår i släktet Tethya och familjen Tethyidae.
Artens utbredningsområde är havet kring Nya Zeeland. Inga underarter finns listade i Catalogue of Life.